# Ayoub Lakhdar
Ayoub Lakhdar (en arabe : أيوب لاخضر), né le 8 août 1997, est un footballeur marocain
. Pouvant évoluer au poste d'ailier, il joue au MAS de Fès.

## Statistiques
| Saison                | Club                  | Championnat           | Championnat | Championnat | Championnat | Coupe(s) nationale(s) | Coupe(s) nationale(s) | Coupe(s) nationale(s) | Total | Total | Total |
| Saison                | Club                  | Division              | M.          | B.          | P.d.        | M.                    | B.                    | P.d.                  | M.    | B.    | P.d.  |
| 2019-2020             | MAS Fès0              | Botola Pro2           | 9           | 0           | -           | 0                     | 0                     | 0                     | 9     | 0     | 0     |
| 2020-2021             | MAS Fès               | Botola Pro            | 15          | 1           | 0           | 1                     | 0                     | 0                     | 16    | 1     | 0     |
| 2021-2022             | MAS Fès               | Botola Pro            | 24          | 0           | 1           | 3                     | 2                     | 0                     | 27    | 2     | 1     |
| Sous-total            | Sous-total            | Sous-total            | 48          | 1           | 1           | 4                     | 2                     | 0                     | 52    | 3     | 1     |
| 2022-2023             | HUS Agadir            | Botola Pro            | 1           | 1           | 0           | 0                     | 0                     | 0                     | 1     | 1     | 0     |
| Sous-total            | Sous-total            | Sous-total            | 1           | 1           | 0           | 0                     | 0                     | 0                     | 1     | 1     | 0     |
| Total sur la carrière | Total sur la carrière | Total sur la carrière | 49          | 2           | 1           | 4                     | 2                     | 0                     | 53    | 4     | 1     |